# Pseudoclausia giesbrechti
Pseudoclausia giesbrechti is een eenoogkreeftjessoort uit de familie van de Clausiidae. De wetenschappelijke naam van de soort is voor het eerst geldig gepubliceerd in 1960 door Bocquet & Stock.